# Joseph Farnel
Joseph Farnel né le 17 mai 1932 à Nancy est un écrivain français.

## Biographie
Bien que né à Nancy, Joseph Farnel est parisien depuis sa petite enfance. À partir des années 1960, il dirige la maison de couture de renommée internationale, Renoma. Parallèlement à sa carrière, il a mené une activité littéraire et écrit une trentaine d'ouvrages — romans, polars, essais, documents... —, dont certains ont été distingués par des prix.
Auteur prolifique, il a créé un personnage récurrent, le détective privé Georges Lernaf, et dont le nom est l'anagramme de Farnel.

## Œuvre
- 1991 : La Valse blanche, roman, Éditions Manya  (ISBN 978-2878960235) - rééd. en 2006 aux éditions MJW Fédition
- 1997 : Un jour pour aimer, roman, Éditions Laurens : mention spéciale prix du Livre romantique de Cabourg - rééd. en 2009 aux éditions Cheminements
- 1998 : La Bon Dieu sans confection, coll. « Choucas Noir », Éditions du Choucas  (ISBN 978-2909684260)
- 2001 : L'Homme du Mossad, roman d'espionnage,   (ISBN 978-2727301615)1987 aux éditions Albatros
- 2002 : Only You. Seulement toi, Biblieurope  (ISBN 978-2911398964)
- 2004 : Opération David. Le Mossad en otage, roman d'espionnage, Safed Noir  (ISBN 978-2914585521)
- 2004 : Le Voisin du dessus, Une enquête de Georges Lernaf, Safed,  (ISBN 978-2914585453)
- 2006 : Crimes sur Cène, Une enquête de Georges Lernaf, Éditions Jean Picollec  (ISBN 978-2864772279)
- 2007 : La Ballade du petit Joseph, autobiographie, Éditions Cheminements : prix Lucien Dufils, Académie des Belles-Lettres du pays de Caux  (ISBN 978-2844784391) édité en 1993 éditions Manya  réédité en 2015 aus éditions De Borée
- 2008 : Pour un geste de femme, coll. « Roman du terroir », Lucien Souny : prix Crédit Agricole et médaille d’honneur de la ville d’Aumale  (ISBN 978-2848861753)
- 2009 : La Malédiction de Sarah, roman, Éditions Cheminements  (ISBN 978-2844787705)
- 2010 : F comme flic, P comme privé (vernissage au bistro le coin), Une enquête de Georges Lernaf, Éditions Alphée  (ISBN 978-2753805675)
- 2011 : Le Butin du Vatican, Une enquête de Georges Lernaf, Pascal Galodé : prix 2011 du Lions Club
- 2012 : Madame Veuve Émilie, roman, Pascal Galodé  (ISBN 978-2355932243)
- 2012 : Les Secrets du Mossad, roman d'espionnage, Éditions du Rocher  (ISBN 978-2268073255)
- 2013 : Il court il court le privé, une nouvelle enquête de Georges Lernaf  Pascal Galodé éditeur.
- 2013 :  Escort-girls à louer éditions Pascal Galodé
- 2022 Le Privé se la joue fashion love, LBS
- 2022 La belle histoire du Prêt à Porter (album) MJWFedition